# Agneta Furvik
Karin Agneta Furvik, född 8 maj 1962, är en svensk journalist och medieforskare.
Agneta Furvik är sedan 1987 anställd på Sveriges Radio och har huvudsakligen arbetat på SR Ekot, men även varit redaktionschef för Sveriges Radio P3. Furvik har under åren på SR Ekot bland annat arbetat som allmänreporter, inrikesreporter, ekonomireporter, studioreporter, redaktionssekreterare/producent och programledare på SR Ekot Nyheter & Aktualiteter. 
Sedan 2013 är Agneta Furvik Sveriges Radios ordinarie USA-korrespondent med placering i New York. Tidigare har hon vid ett flertal tillfällen varit vikarierande korrespondent i New York och London.
Furvik är född och uppvuxen i Malmö, studerade som tonåring i USA, och flyttade till Stockholm första gången 1983. Efter sexton år där återvände hon till hemstaden Malmö 1999.
Åren 1999-2008 var Agneta Furvik rikskorrespondent, det vill säga reporter, producent och programledare för SR i Malmö, Öresundsregionen och Skåne. Hon återvände till Stockholm hösten 2008.
Innan Agneta Furvik blev radiojournalist arbetade hon som skrivande reporter, bland annat på Expressens, Aftonbladets och Dagens Nyheters centralredaktioner i Stockholm.
Furvik har skrivit D-uppsatsen Om fotboll och dess föreställda gemenskaper – en kritisk diskursanalys av tidningstexter om fotbollsspelaren Zlatan Ibrahimović (2004) vid Internationell migration och etniska relationer på Malmö högskola, där hon har studerat integrationsfrågor.  
Furvik har beskrivit sin ungdoms Malmö bland annat så här: "Malmö 1983 var en inskränkt, dyster håla vars invånare fick vänta i hundra år på de senaste filmernas premiärer. En kulturell och social saltöken som varje levnadsglad 21-åring med självbevarelsedrift längtade bort från."